# Роберт Сербер
Роберт Сербер (англ. Robert Serber, 14 березня 1909 — 1 червня 1997) — американський фізик, учасник Манхеттенського проекту. Лекції Сербера, які пояснювали основні принципи та цілі проекту, були надруковані та роздані всім прибувшим науковим співробітникам і стали відомі як  «Буквар Лос-Аламоса». New York Times назвала його «інтелектуальною акушеркою при народженні атомної бомби».

## Молодість і освіта

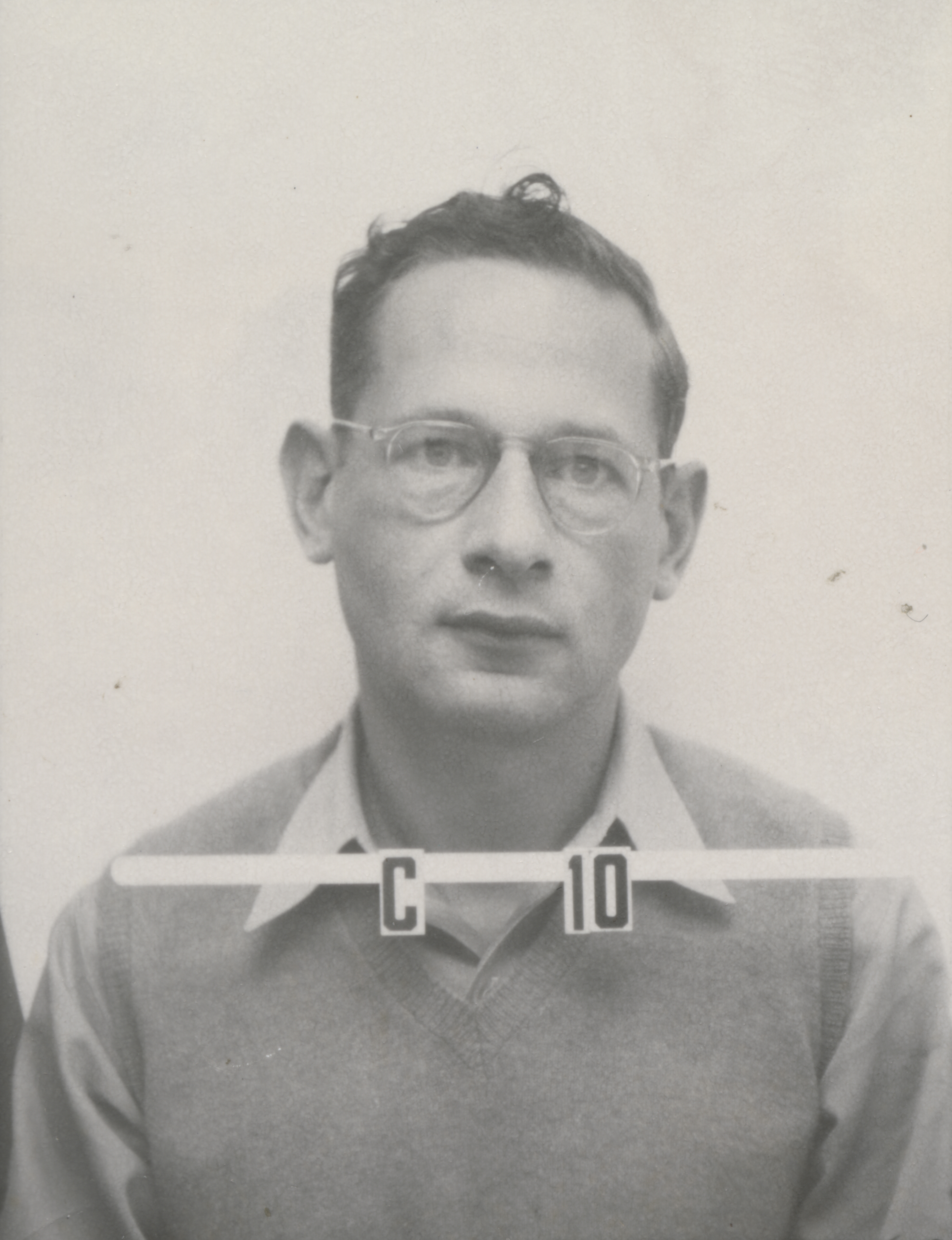
Бейдж Роберта Сербера в Лос-Аламосі

Він народився у Філадельфії, старший син Роуз (Френкель) і Девіда Сербера. Його родина була єврейською. Його мати померла в 1922 році, а батько одружився з її кузиною Френсіс Леоф в 1928 році. Роберт Сербер отримав ступінь бакалавра з інженерної фізики в Університеті Ліхай у 1930 році та отримав ступінь доктора філософії з фізики в Університеті Вісконсін-Медісон у Джона Ван Флека в 1934 році. У 1933 році він одружився з Шарлоттою Леоф (26 липня 1911 – 1967), дочкою дядька його мачухи.
Незадовго до отримання докторського ступеня Сербер був обраний для постдокторської стипендії Національної дослідницької ради та планував проводити дослідження в Прінстонському університеті разом з Юджином Вігнером. Однак після спонтанної реєстрації в літній школі фізики Мічиганського університету він змінив свої плани і пішов працювати з Дж. Робертом Оппенгеймером в Каліфорнійському університеті в Берклі. Протягом наступних чотирьох років він курсував з Оппенгеймером між Берклі та Каліфорнійським технологічним інститутом, де Оппенгеймер займав другу посаду викладача. У 1938 році він обійняв одну з небагатьох постів професора фізики в Університеті Іллінойсу в Урбана-Шампейн, де він залишався, поки його не залучили до Манхеттенського проекту.

## Манхеттенський проект

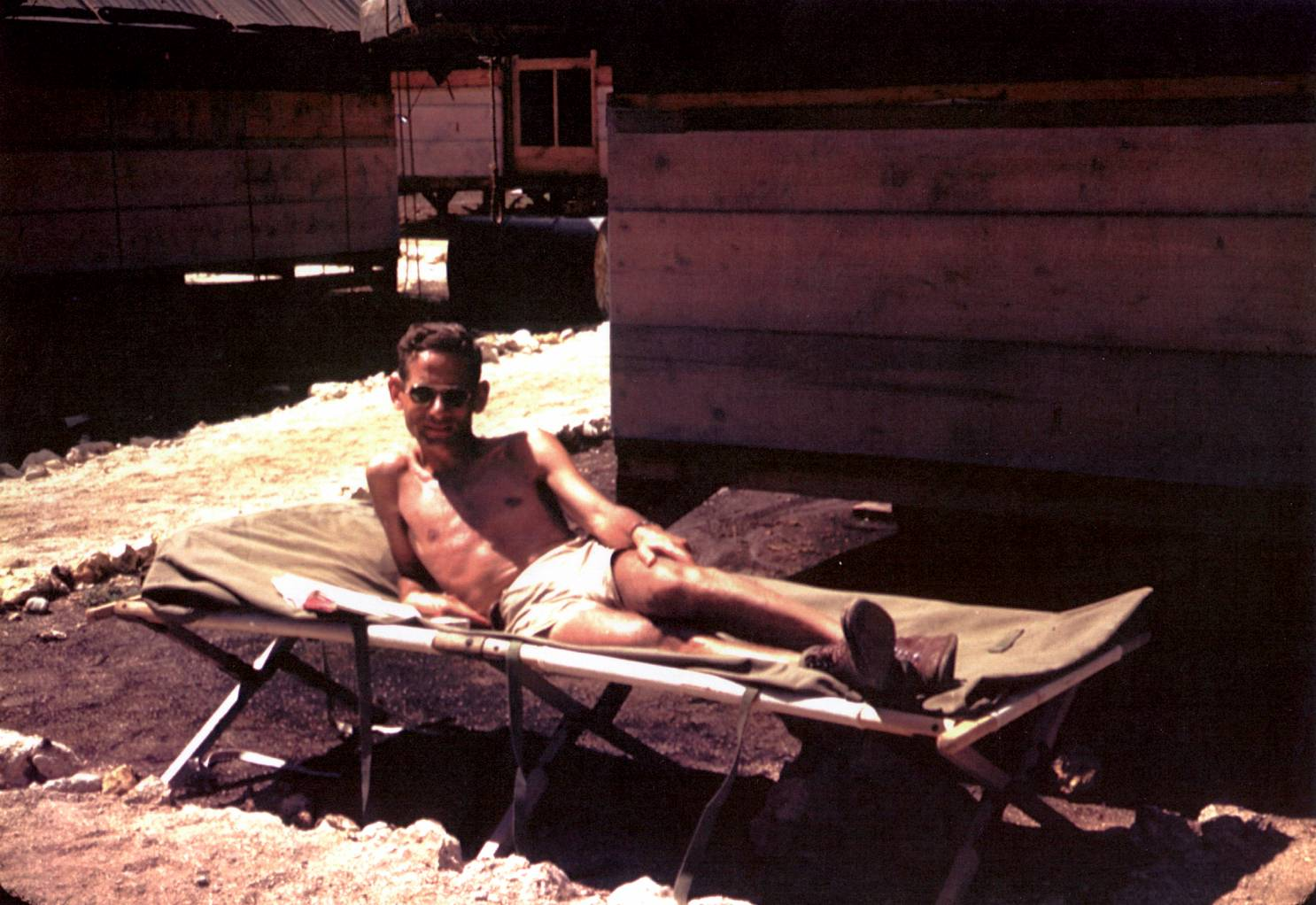
Сербер на Тініані в 1945 році, безпосередньо перед бомбардуванням Хіросіми та Нагасакі

Його залучили до Манхеттенського проекту в 1941 році, він брав участь у Проекті Альберта під час скидання бомби. Коли Лос-Аламоська національна лабораторія була вперше організована, Оппенгеймер вирішив не розділяти технічну інформацію між різними відділами. Це підвищило ефективність технічних працівників у вирішенні проблем і підкреслило актуальність проекту в їхній свідомості, тепер вони знали, над чим працюють. Тож Серберу випало прочитати серію лекцій, пояснюючи основні принципи та цілі проекту. Ці лекції були надруковані та надані всім новим науковим співробітникам і стали відомі як «Буквар Лос-Аламоса», LA-1. Було розсекречено в 1965 році. Сербер розробив першу хорошу теорію гідродинаміки складання бомби.

## У масовій культурі
Його роль зіграв Майкл Ангарано у фільмі Крістофера Нолана «Оппенгеймер» 2023 року.